# Camerata Eduard Toldrà
La Camerata Eduard Toldrà és la formació resident de l'Auditori Eduard Toldrà, a Vilanova i la Geltrú (Garraf).
L'agrupació musical pren el nom del compositor, violinista i director d'orquestra Eduard Toldrà i Soler, nascut a Vilanova el 1895.
Els seus orígens es remunten a l’any 1985, per iniciativa de Jaume Aguiló i sota la direcció de Joan Lluís Moraleda. El projecte cultural va néixer inicialment com a Orquestra de Cambra del Garraf (OCG) i amb el compromís en la reactivació cultural de Vilanova i la Geltrú i la comarca.
La refundació i la professionalització de l'orquestra va coincidir amb la posada en marxa de l’Auditori Eduard Toldrà, un equipament municipal de nova planta inaugurat per l’Ajuntament de Vilanova i la Geltrú l’any 2011 i la commemoració, el 2012, del 50è aniversari de la mort d'Eduard Toldrà.
A banda de la programació regular a l'Auditori Eduard Toldrà, la Camerata ofereix concerts a altres sales i col·labora en la formació dels alumnes del Conservatori de Vilanova i la Geltrú.